# Unterscheidungssignal
Das Unterscheidungssignal ist ein eindeutiges Identifikationsmerkmal, das deutschen Seeschiffen bei Eintragung ins Schiffsregister zugeteilt wird (§ 16 Abs. 2 der Schiffsregisterordnung (SchRegO)), sofern sie länger als 15 m sind oder eine „Telegraphiefunk- oder Sprechfunkanlage an Bord haben“ (§ 31 Abs. 2 Nr. 2 der Verordnung zur Durchführung der Schiffsregisterordnung (SchRegDV)). Bei diesen Schiffen ist das Unterscheidungssignal zugleich Rufzeichen im Seefunkdienst.

## Historisch

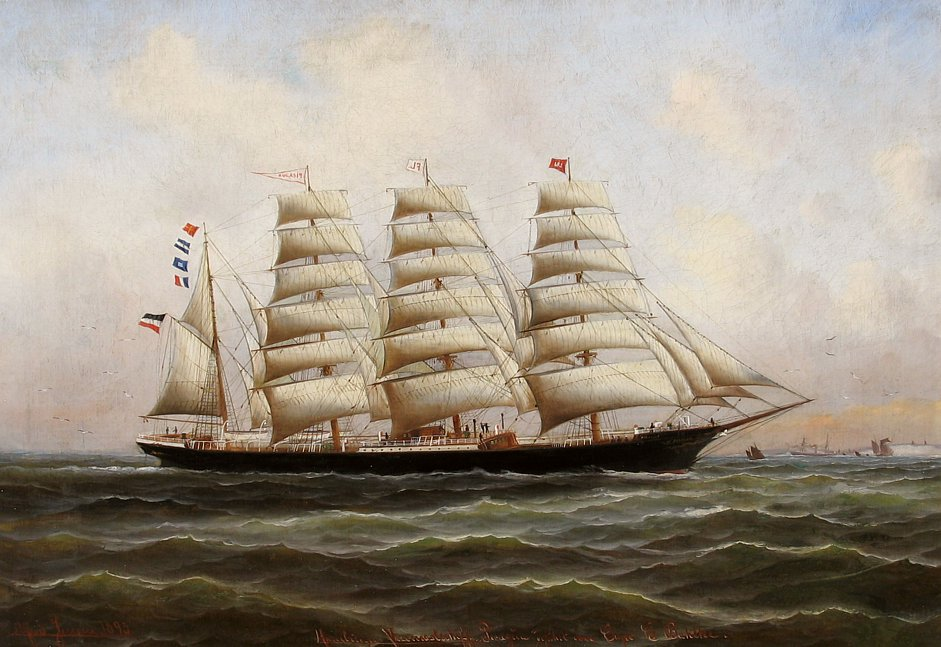
Flying P-Liner Pisagua
Rufzeichen RJPT -

Unterscheidungszeichen (Code Letters od. Call sign) als Kennung waren vor der Einführung moderner Navigationshilfen eine Methode zur Identifizierung von Schiffen. Erstmals in Großbritannien 1857 und in Lloyd's Register veröffentlicht. Später, mit der Einführung des Funks, wurden die Kennbuchstaben auch als Funkrufzeichen verwendet.
Unterscheidungssignale sind dabei Kombinationen von vier Buchstaben, die mit DA bis DR beginnen, oder Kombinationen aus dem Buchstaben Y, einer Ziffer (2 bis 9) und zwei Buchstaben. Letztere Gruppe war der DDR zugewiesen und wird nicht mehr vergeben. Die Unterscheidungssignale stellen damit eine Untermenge der der Bundesrepublik Deutschland von der Internationalen Fernmeldeunion (International Telecommunication Union (ITU)) zugewiesenen Funkrufzeichen dar.